# Ilíada
La Ilíada és un poema èpic grec atribuït a Homer (segle viii aC) compost en hexàmetres per a ser recitat oralment pels rapsodes. L'obra, dividida en 24 cants, narra una part de la Guerra de Troia, concretament 51 dies del setge a la ciutat de Troia (Ílion) per part de les tropes aquees (és a dir, gregues) comandades per Agamèmnon a la recerca d'Hèlena, la muller del seu germà Menelau raptada per Paris, fill de Príam, el rei de Troia.
Tant la Ilíada com l'Odissea, també atribuïda a Homer, ja foren considerades a l'època clàssica i per generacions posteriors com les composicions més importants en la literatura de l'antiga Grècia, i eren emprades com llibres de text de la pedagogia grega. Ambdues obres formen part d'una sèrie més àmplia de poemes èpics, de diferents autors i extensions, denominat cicle èpic. De la resta de poemes, però, tan sols se n'han conservat fragments.

## Datació i autoria
La data de composició de l'obra és controvertida, però l'opinió majoritària la situa a la segona meitat del segle viii aC. Alguns estudiosos, en canvi, la situen en dates més tardanes, al segle vi aC, i d'altres defensen que algunes de les parts del poema han de ser molt anteriors, com el Catàleg de les Naus del cant II.
Per altra banda, gran part dels estudiosos opinen que el cant X, anomenat Dolonia, és una interpolació tardana, ja que aquest cant no sembla tenir connexió amb la resta del poema i els fets que s'hi narren no es troben referenciats a la resta de cants. Tanmateix, alguns experts sostenen l'autenticitat del cant.
Tant la Ilíada com l'Odissea són atribuïdes generalment al mateix poeta, Homer, de qui s'estima que podia haver viscut en el segle viii aC, a la Jònia (regió històrica situada a la península d'Anatòlia, en l'actual Turquia). Tanmateix, l'autoria és discutida, arribant a discutir-se la mateixa existència d'Homer, o si el nom Homer es refereix a una casta de rapsodes. Aquesta polèmica ve d'antic, doncs es remunta a l'antiguitat grecollatina i ha perdurat al llarg del temps.

## Contingut i resum dels cants
La trama se centra en la figura d'Aquil·les, (μῆνις, mênis) i narra els esdeveniments ocorreguts durant 51 dies en el desè, i últim, any de la Guerra de Troia. El títol de l'obra deriva del nom grec de Troia, Ílion.

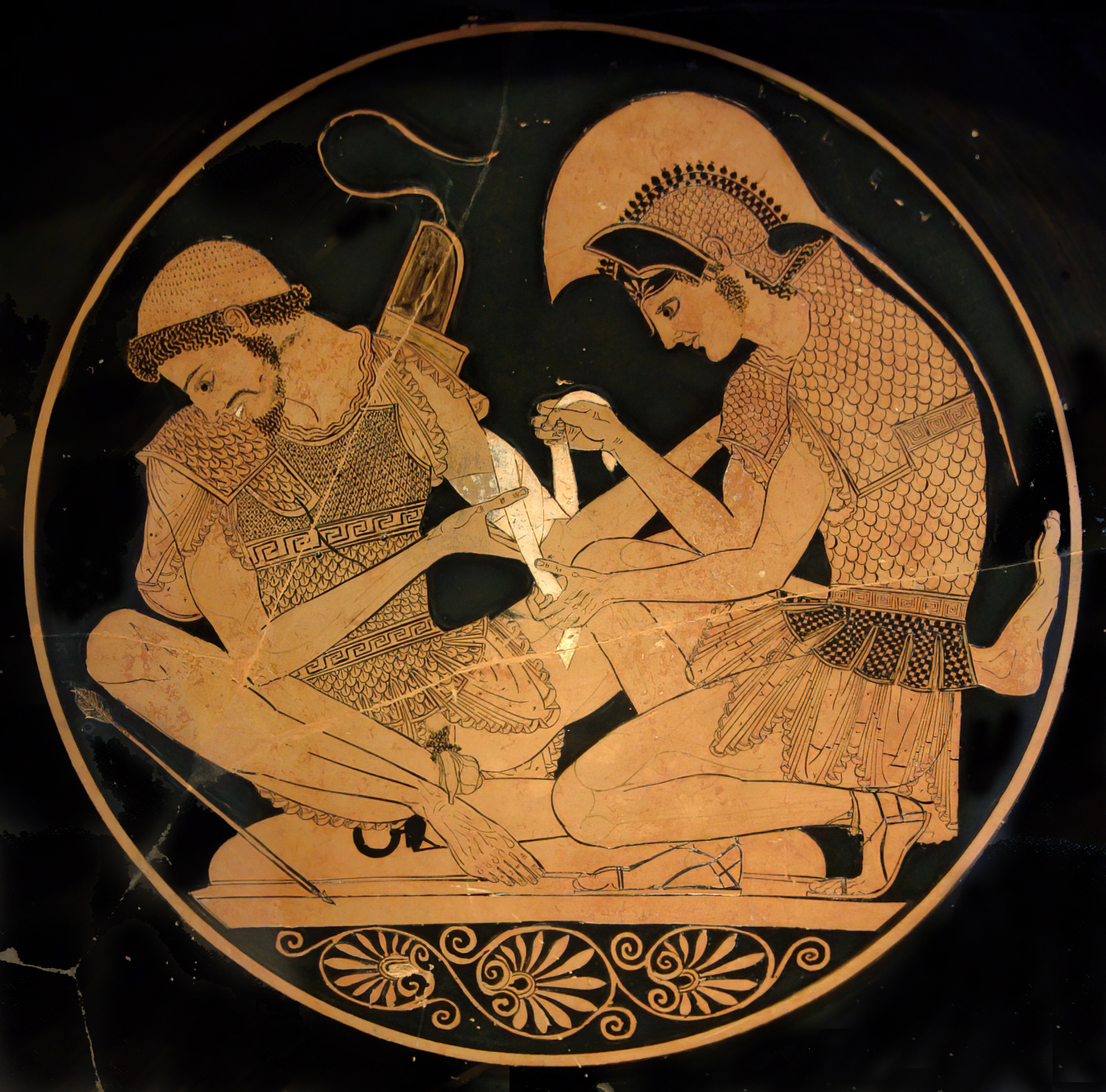
Aquil·les embenant Pàtrocle, ferit per una fletxa. Tondo d'un cílix àtic de figures vermelles (vers el 500 aC), atribuït al pintor de Sosias. Berlín: Altes Museum.

Aquil·les, el millor guerrer dels aqueus, abandona els combats ofès per la sostracció per part d'Agamèmnon d'una jove guanyada en un botí, Briseida. Amb l'abandó d'Aquil·les i dels seus soldats mirmídons, els grecs patiran grans calamitats i les seves naus estaran a punt de desaparèixer incendiades pels troians. Davant la impassibilitat d'Aquil·les en les desgràcies aquees, Pàtrocle, el seu millor amic (o, en interpretacions posteriors, el seu amant), li demanarà les seves armes i permís per participar en la batalla. Aquil·les, a contracor, li ho concedirà. Pàtrocle, després de fer grans gestes bèl·liques, serà mort amb l'ajut d'un déu per Hèctor, fill gran de Príam i el millor guerrer troià, el qual gosarà fins i tot de vestir les armadures d'Aquil·les. La mort de Pàtrocle tornarà Aquil·les al combat per tal de venjar el seu amic, i en combat singular vencerà Hèctor i el matarà. El cadàver del vençut serà arrossegat davant les muralles de Troia. No obstant això, el rei Príam aconseguirà la clemència d'Aquil·les i podrà retre al seu fill els honors funeraris deguts.
A l'antiguitat es considerava aquest poema com una història real i els seus personatges com a model de comportament i heroisme a imitar. El seu estudi i la memorització d'extensos episodis eren pràctica habitual.
Tant la Ilíada com l'Odissea ens han arribat dividides en vint-i-quatre cants. Aquesta divisió, relativament tardana, fou feta a la Biblioteca del Museu d'Alexandria, on els gramàtics i crítics més cèlebres feren edicions crítiques i anotades de l'obra homèrica. Un d'aquests filòlegs, Zenòdot d'Efes, al segle iii aC, per un desig evident de simetria, va dividir cadascun dels dos poemes en vint-i-quatre cants i va assignar a cada cant una de les vint-i-quatre lletres de l'alfabet grec, emprant les majúscules per a la Ilíada i les minúscules per a l'Odissea, quan uns quants segles després va ser inventada la grafia en minúscules.
Nota: el número de cada u dels vint-i-quatre cants encapçala la sinopsi corresponent.

### Primera jornada: la disputa

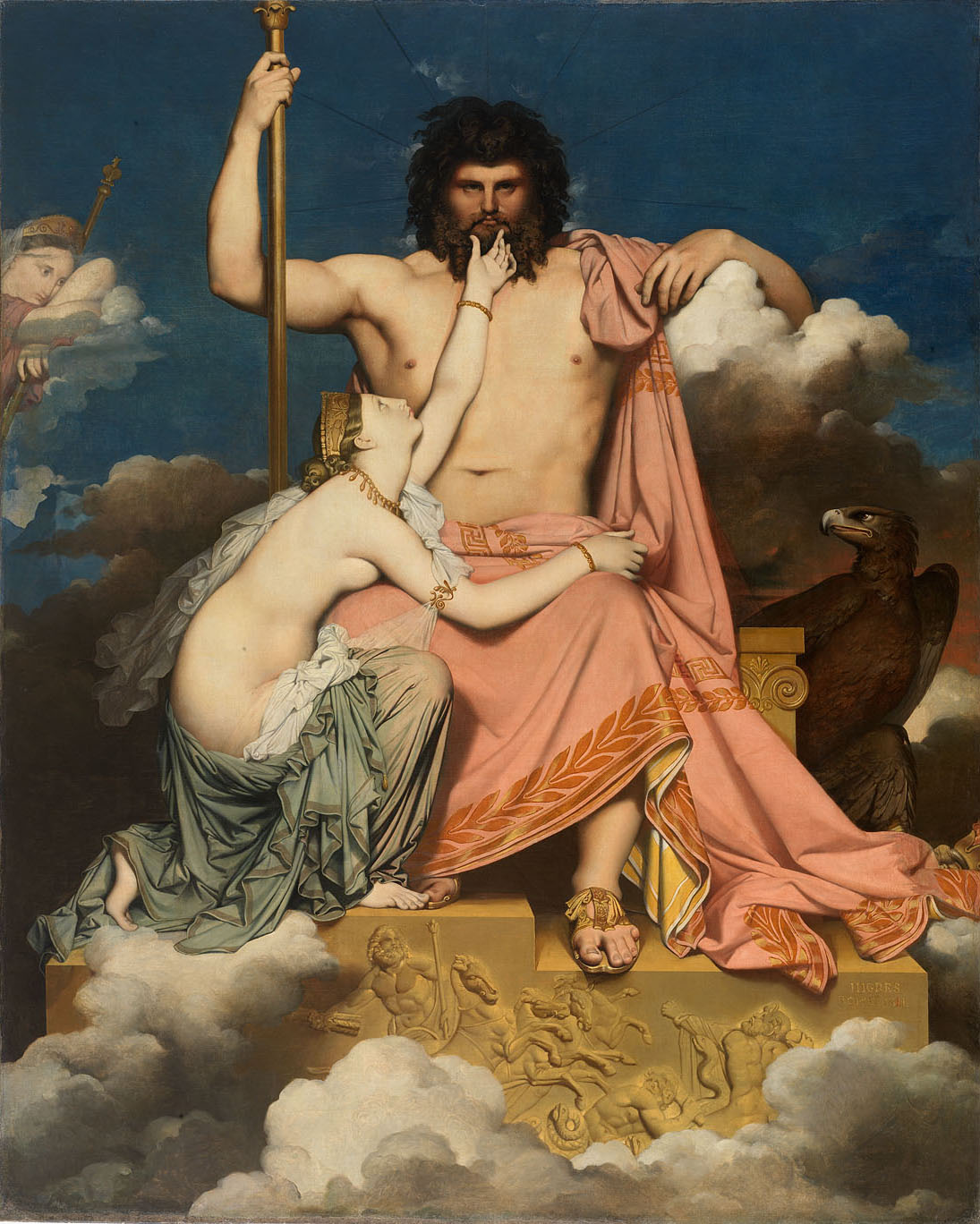
Tetis, després de la còlera d'Aquil·les, suplica Zeus que permeti als troians prendre avantatge. Júpiter i Tetis (1811), del pintor neoclàssic francès Jean Auguste Dominique Ingres. Ais de Provença: Museu Granet.

- I. La pesta. La còlera d'Aquil·les: després de nou anys de guerra entre aqueus i troians, una pesta es desencadena sobre el campament aqueu. L'endeví Calcant, consultat sobre això, vaticina que la pesta no cessarà fins que Criseida, esclava d'Agamèmnon, sigui tornada al seu pare Crises, sacerdot d'Apol·lo. La còlera d'Aquil·les s'origina per l'ofensa que li infligeix Agamèmnon, ja que després de cedir a Criseida, arrabassa a Aquil·les la seva part del botí: la jove sacerdotessa Briseida. Aquil·les es retira de la batalla, i assegura que només hi tornarà quan el foc troià abasti les seves pròpies naus. Zeus dona suport a la decisió d'Aquil·les a través de la petició de la seva mare Tetis.

### Segona jornada: treva i batalla
- II. El somni enganyós. La prova. El catàleg de les naus: Zeus, inquietat per la promesa que li havia fet a Tetis, aconsella per mitjà d'un somni a Agamèmnon que armi a les seves tropes per atacar Troia. No obstant això, Agamèmnon, per posar a prova el seu exèrcit, proposa als aqueus tornar a casa, mentre que Odisseu anima a continuar la lluita. A continuació s'enumeren el catàleg de les naus aquees i el catàleg dels troians i els seus aliats.
- III. Inici de la treva. Combat singular entre Paris i Menelau: el cap de les tropes troianes, Hèctor, increpa el seu germà Paris per amagar-se davant la presència de Menelau. Davant d'això, Paris decideix desafiar Menelau en combat singular. Hèlena, el rei Príam i altres nobles troians observen la batalla des de la muralla, on Hèlena presenta alguns dels caps aqueus. La batalla es deté per a la celebració del duel singular, amb la promesa que el vencedor es quedaria amb Hèlena i els seus tresors. Menelau és a punt de matar Paris però aquest és salvat per Afrodita, i és enviat al costat d'Hèlena. Es convoca la treva entre aqueus i troians.
- IV. Ruptura de la treva. Agamèmnon passa revista a les tropes: després d'una petita assemblea, els déus decideixen que es reprenguin les hostilitats, pel que Atena, disfressada, incita Pàndar a trencar la treva llançant una fletxa que fereix Menelau, i després de l'arenga d'Agamèmnon a les seves tropes es reprèn la batalla.
- V. Les gestes de Diomedes: entre els aqueus destaca en la batalla Diomedes, fill de Tideu, que és assistit per Atena, i que és a punt de matar Enees, arribant a ferir Afrodita. Mentrestant, Ares i Hèctor comanden a les tropes troianes i també destaca Sarpèdon, cabdill dels licis, que mata entre d'altres al rei de Rodes, Tlepòlem. Després Diomedes, emparat novament per Atena, fereix  Ares.
- VI. La conversa d'Hèctor i Andròmaca: davant l'empenta dels aqueus, Helen, també fill de Príam i endeví, insta Hèctor a tornar a Troia per encarregar a les dones troianes que facin ofrenes al temple d'Atena. Mentrestant, a la batalla Diomedes i el lici Glauc reconeixen els seus llaços d'hospitalitat i s'intercanvien les armes amistosament. Hèctor, després de fer l'encàrrec del seu germà Helen, va a la recerca de Paris per increpar-lo per tal que torni a la batalla i s'acomiada de la seva esposa Andròmaca.

### Tercera jornada: ambaixada a Aquil·les i Dolonia

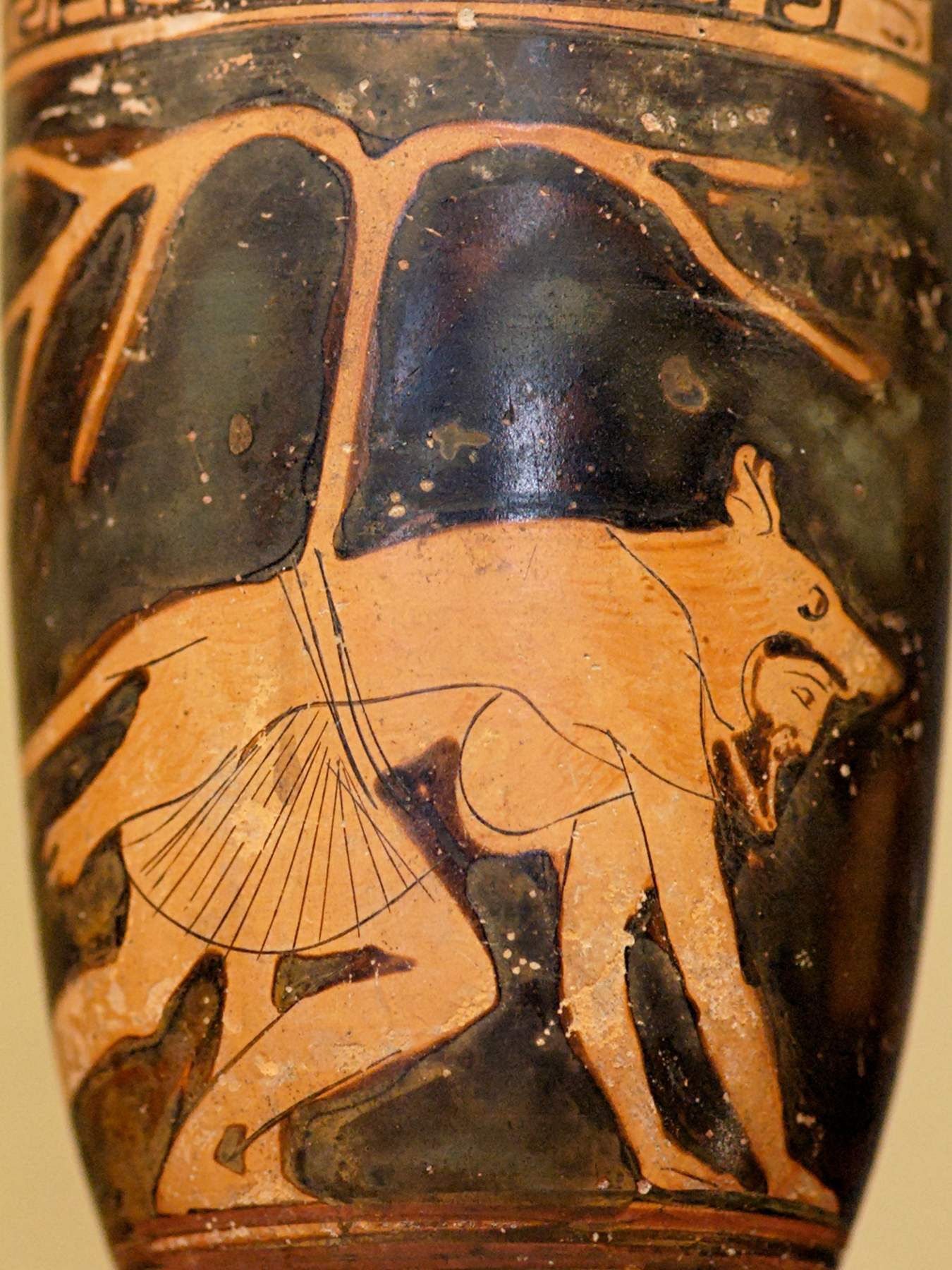
Dolon vestit amb la pell de llop, lècit amb figures vermelles (vers el 460 aC). París: Museu del Louvre.

- VII. Combat entre Hèctor i Aiant. La retirada dels cadàvers: després del debat entre Atena i Apol·lo, interpretat per Helen, Hèctor desafia en duel singular a qualsevol aqueu destacat. Els principals caps aqueus, esperonats per Néstor, accepten el desafiament i després de jugar-s'ho a sorts, Àiax el Gran (Àiax Telamoni) és l'elegit. El duel singular té lloc, però l'arribada de la nit posa fi a la lluita entre tots dos i s'intercanvien regals. Néstor insta els aqueus a construir una muralla i una fossa que defensi el seu campament. Els troians en assemblea debaten si han de lliurar l'Hèlena i el seu tresor (postura defensada per Antènor), o només el seu tresor (postura defensada per Paris). Príam ordena que es traslladi als aqueus la proposta de Paris. La proposta és rotundament rebutjada, però s'acorda una treva per incinerar els cadàvers.
- VIII. La batalla truncada: Zeus ordena a la resta dels déus que s'abstinguin d'intervenir en la contesa. Els troians, animats per Zeus, avancen en la batalla i fan retrocedir els aqueus. Per part dels aqueus, Teucre causa greus danys a les files troianes amb les seves fletxes. Atena i Hera tracten d'ajudar els aqueus però Iris els envia l'ordre de Zeus que no intervinguin. En arribar la nit els troians acampen prop del campament aqueu.
- IX. Ambaixada a Aquil·les. Les súpliques: Fènix, Àiax Telamoni, Odisseu i dos heralds són enviats com a ambaixada, per consell de Néstor, on demanen a Aquil·les disculpes per part d'Agamèmnon (oferint regals, la devolució de Briseida i a qualsevol de les seves filles com a esposa) i li supliquen que torni a la lluita, però aquest es nega malgrat el consell de Fènix.
- X. La Dolonia: Diomedes i Odisseu, novament per consell de Néstor, realitzen una missió nocturna d'espionatge, en què maten al troià Dolon qui, per la seva banda, havia estat enviat en missió d'espionatge per Hèctor. Després, amb la informació aconseguida a través de Dolon, assassinen soldats tracis i el seu rei Resos, mentre dormen, i se n'emporten els seus cavalls.

### Quarta jornada: desfeta dels aqueus i mort de Pàtrocle
- XI. Les gestes de d'Agamèmnon: de dia, es reprèn la batalla i els aqueus comencen portant la iniciativa. Destaca entre ells Agamèmnon, fins que és ferit per Coó i ha de retirar-se. Llavors prenen la iniciativa els troians. Els aqueus contraataquen però Diomedes, Eurípil i el metge Macàon són ferits per fletxes de Paris. Mentre el troià Socos mor a mans d'Odisseu però aconsegueix ferir-lo. Pàtrocle és enviat per Aquil·les a la tenda de Néstor per donar a conèixer les notícies de la batalla.
- XII. Els trioans assetgen el campament aqueu: els troians, seguint primer els consells de Polidamant, travessen el fossat previ al mur dels aqueus però després no fan cas el seu consell de no assaltar el mur. El lici Sarpèdon obre una bretxa en el mur que és travessat per les tropes troianes amb Hèctor al capdavant, tot i la resistència d'Àiax i Teucre.
- XIII. Intervenció de Posidó. Batalla vora les naus: Posidó va a la batalla per animar els aqueus a resistir les càrregues dels troians. Entre els aqueus es destaca Idomeneu, rei de Creta. Helen i Deífob s'han de retirar després de ser ferits per Menelau i Meríones. Però Hèctor prossegueix en el seu avanç fins que se li oposa Àiax.

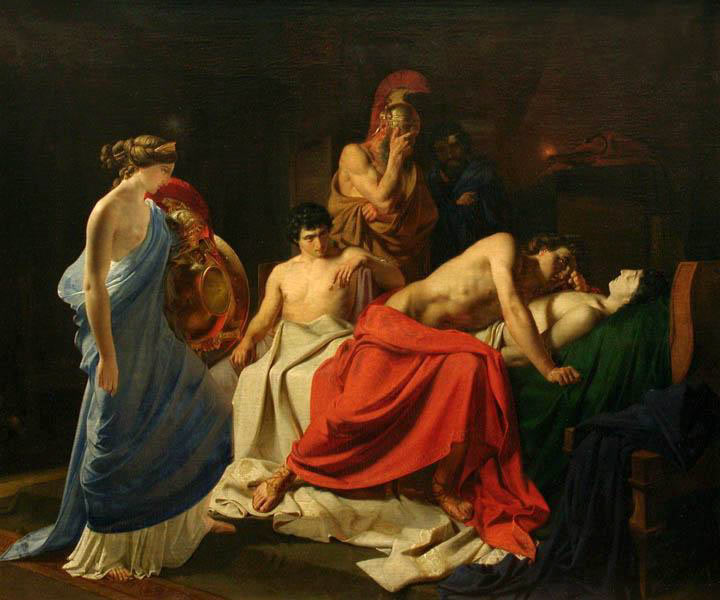
Aquil·les i el cadàver de Pàtrocle (1855), del pintor realista rus Nikolai Ge. Minsk: Museu Nacional de Belles Arts de Belarús.

- XIV. L'engany de Zeus: Hera concep un pla per enganyar Zeus i, amb ajuda del cinturó d'Afrodita, el sedueix i amb l'ajut d'Hipnos el fa adormir. Després encarrega a Posidó que intervingui en favor dels aqueus. Àiax fereix Hèctor greument i és retirat del combat pels seus companys. Malgrat la resistència de Polidamant i el seu germà Acames, els aqueus prenen una breu iniciativa en la batalla.
- XV. Contraofensiva aquea des de les naus: Zeus descobreix l'engany del que ha estat objecte i ordena a Posidó a través d'Iris que deixi d'ajudar els aqueus. Després insta Apol·lo que infongui noves forces als troians. Ares té el propòsit d'anar a combatre al costat dels aqueus per venjar la mort del seu fill Ascàlaf però Atena li adverteix que serà objecte de la ira de Zeus. Hèctor recupera les forces i els troians arriben combatent fins a les naus dels aqueus. Fins i tot Àiax ha de retrocedir.
- XVI. Gesta i mort de Pàtrocle (conegut com la Patroclea): Hèctor aconsegueix calar foc a una de les naus dels aqueus. Patrocle demana permís a Aquil·les per prendre les seves armes i repel·lir l'atac, al comandament dels mirmidons, fa fugir els troians, que creuen que en realitat es tracta d'Aquil·les. Mata entre d'altres a Sarpèdon, rei de Lícia i fill de Zeus. Però Apol·lo acudeix en ajuda dels troians i colpeja a Patrocle, que després és ferit per Euforb i rematat per Hèctor.
- XVII. Gestes de Menelau: Menelau aconsegueix matar Euforb i defensa el cos sense vida de Patrocle, al voltant del qual es desenvolupa un dur combat. Els troians el fan retrocedir i Hèctor desposseeix a Patrocle de les seves armes. Després acudeixen reforços aqueus al combat i aconsegueixen portar el cos de Patrocle a les naus.
- XVIII. Fabricació de les armes i escut d'Aquil·les: Antíloc dona notícia de la mort del seu amic Patrocle a Aquil·les, el qual decideix tornar a la lluita per venjar-lo. Cau la nit i els troians es reuneixen. Polidamant és partidari d'anar a Troia a refugiar-s'hi rere els seus murs, però preval l'opinió d'Hèctor de seguir lluitant en camp obert. La nereida Tetis aconsegueix que Hefest fabriqui armes noves per al seu fill Aquil·les. En aquest cant es fa una descripció molt detallada de l'escut.

### Cinquena jornada: retorn d'Aquil·les al combat i mort d'Hèctor

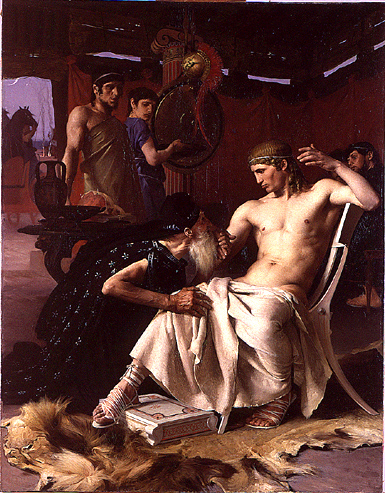
Príam als peus d'Aquil·les (1876), del pintor alsacià Joseph Wencker. París: Escola Nacional Superior de Belles Arts.

- XIX. Aquil·les deposa la seva ira: Aquil·les es reconcilia amb Agamèmnon, qui li torna Briseida juntament amb diversos regals, a més de fer el jurament que mai va estar amb Briseida com és costum entre homes i dones.
- XX. Retorn d'Aquil·les al combat. La batalla dels déus: Zeus dona permís a la resta dels déus perquè intervinguin en la batalla i ajudin a qui prefereixin. Aquil·les inicia un furiós atac en el que lluita amb Enees, qui finalment és salvat per Posidó. Mata Polidor, fill de Príam i s'enfronta a Hèctor, però Atena ajuda a Aquil·les i Apol·lo allunya Héctor del combat.
- XXI. La batalla a la vora del riu Escamandre: Aquil·les mata, entre d'altres, Licàon, fill de Príam i Asteropeu, que aconsegueix ferir-lo lleument. El déu-riu Escamandre l'envolta amb les seves aigües i és a punt d'ofegar-lo, però Hefest l'ajuda a sortir-se'n. La resta dels déus lluiten entre ells, uns a favor dels aqueus i altres al dels troians. El rei Príam ordena obrir les portes de Troia perquè les seves tropes es refugiïn rere els seus murs. Apol·lo aconsegueix, mitjançant un ardit, allunyar momentàniament a Aquil·les dels murs de Troia.
- XXII. Combat entre Hèctor i Aquil·les. Mort d'Hèctor: les forces troianes es refugien a la ciutat però Hèctor queda fora, amb ànim de lluitar contra Aquil·les. Però un cop cara a cara, Hèctor fuig i és perseguit per Aquil·les. Atena enganya Hèctor fent-se passar per Deífob, el seu germà, i Hèctor s'enfronta per fi cara a cara Aquil·les. Aquil·les el mata i li forada els tendons de cada peu per fer-hi passar unes corretges i lligar-lo al seu carro de combat. Llavors se'n va, arrossegant el seu cos sense vida.

### Sisena jornada: funerals de Pàtrocle
- XXIII. Jocs en honor de Pàtrocle: se celebren els jocs funeraris en honor de Pàtrocle amb les següents proves: carrera de carros, pugilat, lluita, carrera, combat, llançament de pes, tir amb arc i llançament de javelina.

### Dotze dies més tard: funerals d'Hèctor.

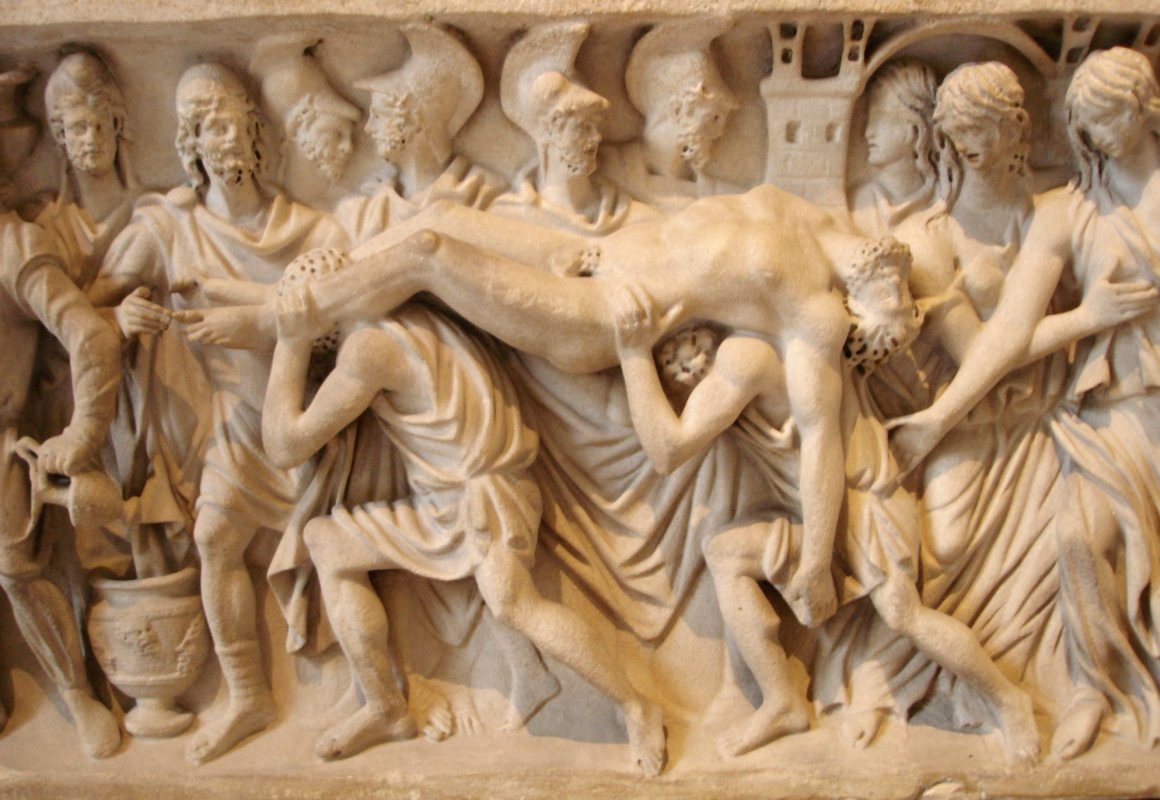
El cadàver d'Hèctor és retornat a Troia. alt relleu en marbre d'un sarcòfag romà (vers l'any 180-200). París: Museu del Louvre, antiga col·lecció Borghese.

- XXIV. El rescat del cadàver d'Hèctor i funerals en honor seu: Príam, amb l'ajut d'Hermes, és conduït a Aquil·les. Suplica recuperar el cos d'Hèctor, Aquil·les li ho concedeix i se celebra el funeral d'Hèctor.

## Manuscrits
Es conserven uns manuscrits de la Ilíada del segle ii aC, però es té constància de l'existència d'un manuscrit anterior a l'any 520 aC. que s'utilitzava a Atenes per recitar-lo en les festes en honor d'Atena. Posteriorment la seva còpia es va generalitzar, sobretot a Europa a partir del segle xiii i a l'Imperi Romà d'Orient del segle ix al xv.

## Traduccions al català

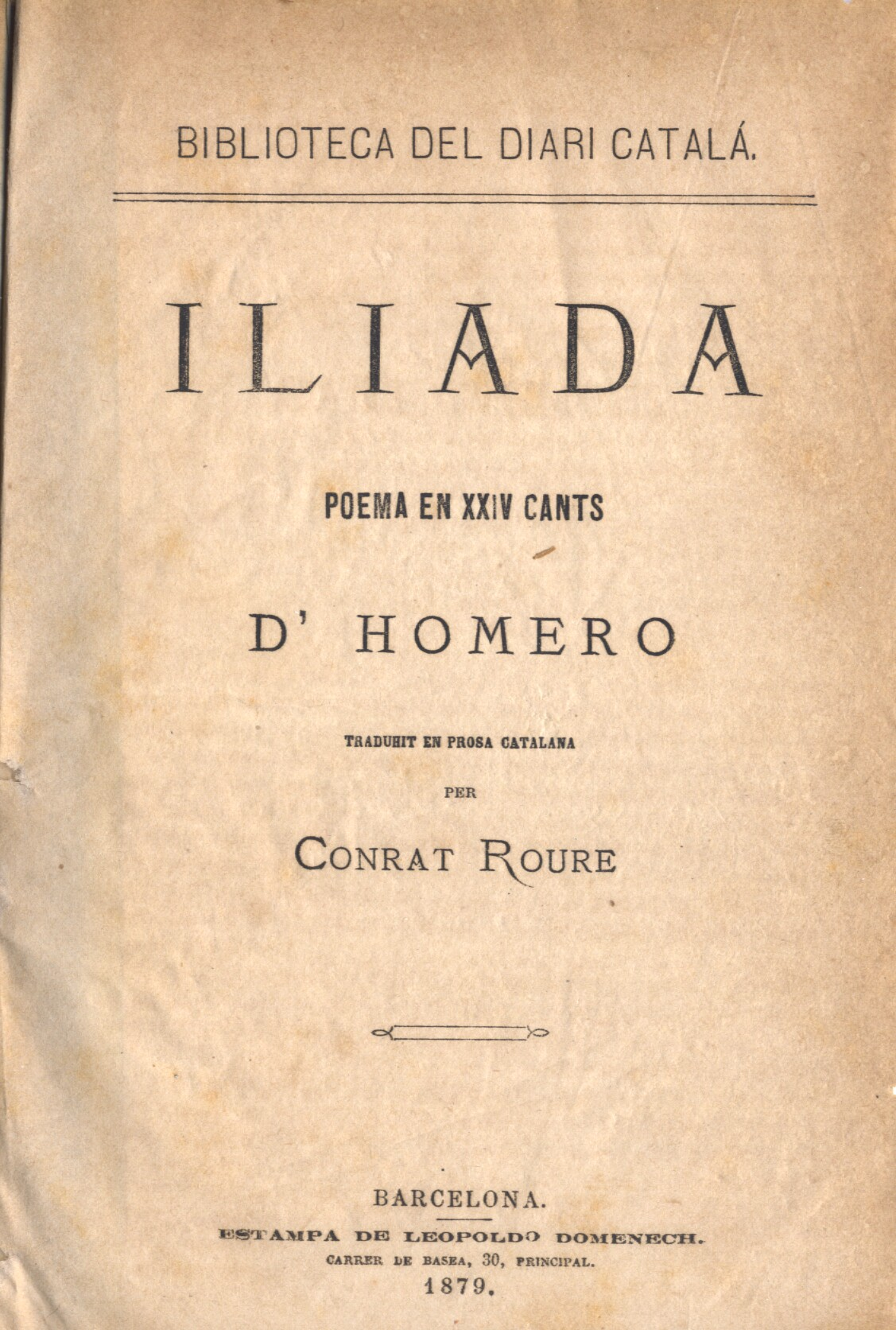
Portada de la primera traducció completa al català de la Ilíada a càrrec de Conrad Roure.

- 1874: Magí Verdaguer i Callís. Traducció parcial (Cants X i XI).
- 1875: Joan Montserrat i Archs. Traducció en prosa (se'n conserva només part del cant XVIII).[2][3]
- 1875: Conrad Roure. Traducció completa en prosa,[2] feta no pas de l'original grec sinó de l'edició francesa de Pierre Giguet. Barcelona: Estampa de Leopolodo Domènech, 1879, Biblioteca del Diari Català.[4]
- 1923: Antoni Bulbena i Tosell: Traducció completa inèdita. Manuscrit Ms. 2147 (Bul. 113)[5] de la Biblioteca de Catalunya.[6]
- 1930: Lluís Segalà i Estalella. Traducció en prosa del cant primer. Barcelona, Impremta de la Casa Provincial de Caritat.
- 1971: Manuel Balasch. Traducció completa en hexàmetres catalans. Editorial Selecta.
- 1975: Josep Maria Llovera. Traducció, en els metres originals, de les quinze primeres rapsòdies. Publicat pòstumament el 1975 per l'Acadèmia Catòlica de Sabadell (edició no venal).
- 1978: Miquel Peix. Traducció completa en hexàmetres catalans. Editorial Alpha.
- 1996: Joan Alberich i Mariné. Traducció completa en prosa. La Magrana.
- 1997: Manuel Balasch. Traducció completa en hexàmetres catalans. Editorial Proa.
- 2005: Montserrat Ros i Ribas. Traducció parcial en prosa. Fundació Bernat Metge. Volum I (2005), cants I-IV; volum II (2007), cants V-VIII; volum III (2009), cants IX-XII.
- 2019: Montserrat Ros i Ribas. Traducció completa en prosa. Adesiara editorial, Martorell, abril 2019.
- 2019: Pau Sabaté Marqués. Traducció completa en hexàmetres catalans. Editorial Alpha (La Casa dels Clàssics). Pròleg d'Enric Casasses. ISBN 9788498593440

## Historicitat de laIlíada
Tot i que es considera que Homer hauria viscut segles més tard de la Guerra de Troia, durant l'antiguitat es considerava que la Ilíada narrava fets històrics. No obstant a l'acabament de l'antiguitat ja començava a predominar l'opinió que els fets relatats són pura ficció. La Ilíada se centra en el relat de la psicologia, la còlera, venjança i mort d'herois individuals tot emprant la guerra de Troia com a marc on es desenvolupen els esdeveniments, suposant un coneixement general d'aquesta. A l'obra també es dona informació sobre les institucions polítiques, la societat, la cultura material, la geografia, mites i costums de procedències i cronologies diverses.

### LaIlíadacom essencialment històrica
Alguns investigadors, com Forrer (1924), Page (1959), Huxley (1960) i Wood (1985), indiquen que fonts hitites mostren un seguit de coincidències entre noms hitites i noms micènics trobant-hi un indici d'interrelació entre els hitites amb Troia i aqueus. Aquests autors sostenen, a més, que l'arqueologia indica que la destrucció de Troia VII-a o de Troia VIh podrien coincidir, en part, amb el conflicte bèl·lic cantat per Homer a la Ilíada. Creuen que la tradició oral pot haver conservat una certa memòria, amb alteracions, d'esdeveniments històrics.

### LaIlíadacom essencialment llegendària
Altres autors, com Sommer (1932) argumenten, en canvi, que l'aparent coincidència entre els noms hitites i els homèrics són un fet simplement casual i que la fiabilitat de l'obra com a font històrica és summament escassa. També és important comparar els detalls de la història de la Ilíada amb els detalls de la literatura mesopotàmica anterior, molt notablement, l'Epopeia de Gilgamesh. Noms, escenes, i principals part de la història, són força similars, obrint la hipòtesi de una reelaboració.

### LaIlíadacom a parcialment històrica
La Ilíada descriu una ciutat i el seu entorn, presumiblement a l'edat del bronze. La ciutat descrita es trobava prop del Mont Ida, en el nord-oest de Turquia. Aquesta ciutat existí de fet, al promontori de Hissarlik: l'obra descriu nombrosos aspectes geogràfics que coincideixen amb les restes trobades per Schliemann, de manera que l'escenari descrit és un escenari real, fet que, per altra banda, no prova que hi hagués una guerra entre aqueus i troians, com descriu la Ilíada.
Així mateix, a les taules de Lineal B, apareixen alguns noms homèrics, incloent-hi Hèctor i Tros. Aquests noms dels poemes homèrics presumiblement rememoren, si bé no necessàriament, persones específiques, almenys un temps anterior en el qual els noms de les persones no eren els mateixos que quan s'escrigué l'obra.
No hi ha res inherentment improbable al voltant d'una gran batalla, o fins i tot una guerra, sobre la ciutat de Troia. Aquesta regió ha estat des de sempre un punt estratègic i fortament disputada donada la seva situació a l'entrada dels Dardanels. Istanbul, la ciutat a l'altre extrem dels estrets que connecten el mar Egeu i el mar Negre, ha estat al llarg de la història objecte de moltes confrontacions. Això no obstant, no hi ha moltes proves positives en els diferents estrats de Troia, al turó de Hissarlik, d'una destrucció per guerra. Els nivells cronològicament apropiats,Troia VIh i Troia VII-a, semblen, ambdós, haver estat destruïts per incendis, el primer com a conseqüència d'un terratrèmol o desastre natural, mentre que els motius del segon son més difícils d'identificar, deixant oberta la possibilitat que Troia VIIa fos destruïda per una batalla.
La Carta de Manapa-Tarhunda menciona lluites a Wilusa, presumiblement Troia. Els hititòlegs dedueixen del document que Wilusa fou presa per un contingent de tropes dirigides per un tal Pijamaradu, amb el suport dels ahhiyawa, i que els hitites hagueren d'intervenir en la lluita. Això no obstant, pel context del document es creu que aquestes lluites haurien de ser datades vers el 1300 aC, fet que dificulta fer-lo correspondre amb una particular destrucció d'un nivell particular dels estrats de Troia.

## Temes
A l'obra hi ha multitud de temes, com en qualsevol poema èpic extens, ja que està compost per diferents escenes, cadascuna d'elles amb el seu significat propi. Destaquen, però, algunes constants.
La primera és la qüestió de l'honor dels herois, lligat a les aristeia o combats singulars, a les seves decisions en batalla, el seu comportament després de la lluita i sobretot a la victòria o derrota del seu bàndol. És un tema recurrent a les narracions bèl·liques i estarà present a la literatura llatina, medieval i les epopeies de conquesta dels segles xvi i xvii.
La Ilíada centra la seva temàtica en els herois: volen reivindicar el reconeixement públic del seu honor. De fet, aquest és un tret predominant de la cultura grega, la qual gira al voltant de conceptes com la competitivitat, l'excel·lència física i moral, el triomf, l'estimació, el reconeixement i la lloança pública de la victòria. Es pot afirmar que si existeix un concepte que defineix la societat grega per sobre d'uns altres és el de l'agó (agon en grec), la competició. «L'ideal que s'estén a tots els ordres de la vida, és “ser el millor i distingir-se dels altres”. La recompensa no és tan sols el botí o el premi, sinó l'aristeia, l'excel·lència física i intel·lectual, i la glòria, el reconeixement públic, la fama que concedeix la immortalitat».
De fet, aquest reconeixement públic de l'honor que representa el botí és la gènesi que donarà lloc al tràgic desenllaç que narra la Ilíada: Aquil·les i Agamèmnon s'enfronten per la pèrdua dels seus símbols d'honor, Briseida i Criseida, les quals són part del botí. Per a Aquil·les resulta insofrible que Briseida quedi en poder d'Agamèmnon i aquest fet provoca el seu enuig:
| «                                                          | Però això ni t'importa ni te'n preocupes. I ara m'amenaces que tu mateix m'arrabassaràs la recompensa per la qual em vaig escarrassar i que els fills dels aqueus em van atorgar. Per cert, jo mai no he obtingut una retribució semblant a la teva, cada vegada que els aqueus han saquejat una ciutat ben poblada dels troians. Ara bé, la part més compromesa de la guerra va a càrrec dels meus braços (...) Ara me'n vaig a Ftia, perquè és molt millor retornar a casa amb les naus encorbades. Mentre aquí sóc deshonrat, no penso pas amuntegar-te fortuna i riquesa. | » |
| — Ilíada, cant I, vs. 150 - 171 (traducció de J. Alberich) | |   |

Així mateix, la defensa d'aquest honor condueix Aquil·les a cometre greus errors que perjudiquen els seus: Aquil·les es retira de la batalla, fet que comportarà que els aqueus perdin davant dels troians, fins que un cop assabentat de la mort de Pàtrocle, decideix tornar a la lluita.
La segona és el destí, una preocupació típicament grega: els déus es barregen amb la guerra, la profecia anuncia el que passarà i els personatges apareixen com a ninots que no poden escapar del que està escrit, amb un rerefons tràgic accentuat per la mort dels principals protagonistes. La caiguda mateixa de Troia, ciutat emblemàtica i símbol de civilització, és una mostra de l'adversitat del destí.
Destaca també la reflexió sobre la guerra i els seus motius. Tot sembla començar pel rapte d'una dona i es barregen motivacions com l'ànsia de glòria, el saqueig, la supremacia nacional, la còlera (la d'Aquil·les com a motor de l'acció però la de tants altres personatges que centren combats singulars), l'amistat (és quan cauen els propers que els guerrers s'inflamen) o la família (Hèctor).

## Adaptacions i intertextualitat

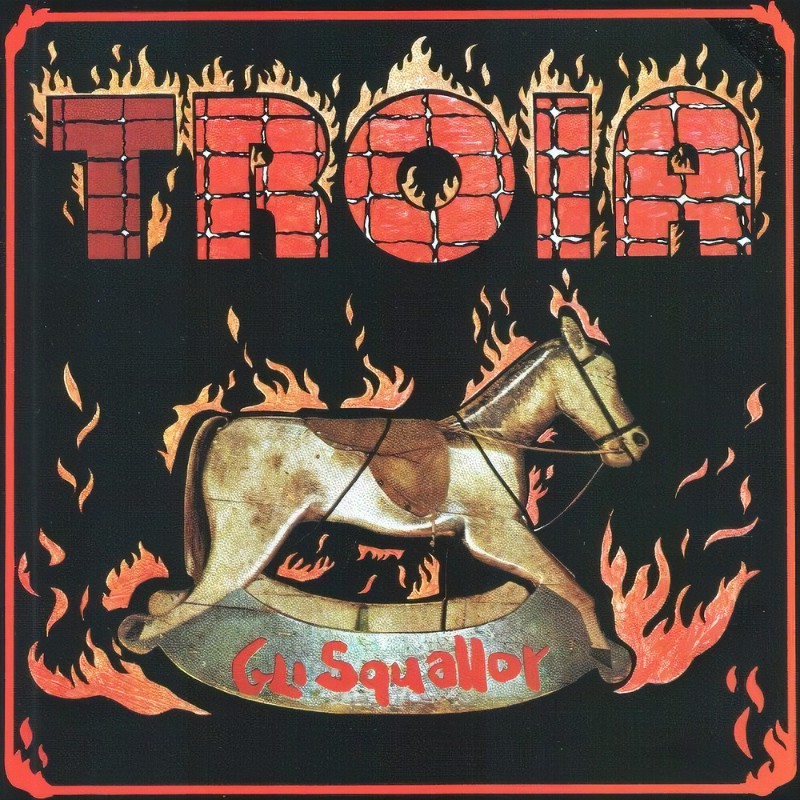
Pòster promocional de la pel·lícula Troia (en anglès, Troy), de Wolfgang Petersen (2004).
La pel·lícula, basada en la Ilíada, també recull aspectes de l'Odissea d'Homer i l'Eneida de Virgili. Eric Bana hi fa el paper d'Hèctor i Brad Pitt, el d'Aquiŀles.

La Ilíada està present en nombroses obres com a referència, tant literàries com d'altres arts. Algunes de variades en diferents gèneres són:
- Les continuacions d'Arctinos de Milet.
- Troilus and Cressida, de William Shakespeare.
- Illium, de Dan Simmons, i Omero: Iliade, d'Alessandro Baricco modernitzacions de l'obra.
- La pel·lícula Troia, amb Brad Pitt com a protagonista.
- La sèrie Troy: Fall of a City, coproduïda per BBC One i Netflix.
- Diverses cançons de heavy metal, entre les quals destaquen And there was Silence, de Blind Guardian i Acchiles, de Manowar

## Influència a les arts i la literatura
La Ilíada era una obra de referència de gran importància a la Grècia clàssica i es va mantenir així durant tot el període hel·lenístic i romà d'Orient.
Els subjectes de la guerra de Troia eren els favorits entre els antics dramaturgs grecs. La trilogia d'Èsquil, l'Orestíada, que comprèn Agamèmnon, Les Coèfores, i les Euménides, segueixen la història d'Agamèmnon al seu retorn de la guerra.
Una versió reduïda del poema, conegut com la Ilias latina, va ser àmpliament estudiat i llegit com un text de l'escola bàsica romana. A l'Imperi d'Occident, però, es va tendir a veure Homer com un mentider, ja que es creia que les versions de Dares Frigi i Dictus cretenc, eren fetes per suposats testimonis presencials de la guerra de Troia.
A l'edat mitjana es llegien antigues narracions en llatí basades en la Ilias latina, com el Excidium Troiae i treballs en llengües vernacles, com la Saga Islandesa Troia. Fins i tot sense Homer, la història de la guerra de Troia s'havia mantingut central per a la cultura literària medieval d'Europa occidental i el seu sentit d'identitat, formant part de l'anomenada matèria de Roma. La majoria de les nacions i diverses cases reials per prestigi feien remuntar els seus orígens a herois de la Guerra de Troia, com Anglaterra, que suposadament va ser ocupada pel troià Brutus.
La Ilíada com a narració original reaparèixer a Europa Occidental a començaments del segle xv, principalment a través de noves traduccions renaixentistes al llatí i les llengües vernacles, fonamentant l'anomenat cànon occidental fins avui. Aquestes versions varen forjar contes formats la base de diverses novel·les de cavalleries medievals eminentment populars, sobretot les de Benoît de Sainte-Maure i Guido delle Colonne, les quals, al seu torn, van donar lloc a moltes altres en diversos idiomes europeus, com el primer llibre imprès anglès, el 1473 Recuyell dels Historyes de Troye.
William Shakespeare utilitza l'argument de la Ilíada com a font de material per la seva obra Troilos i Crèssida, però es va centrar en una llegenda medieval, la història d'amor de Troilos, fill del rei Príam de Troia, i Crèssida, filla de Calques del troià. L'obra, sovint considerada com una comèdia, inverteix les visions tradicionals sobre els esdeveniments de la Guerra de Troia i representa a Aquil·les com un covard i Ajax com un mercenari maldestre i irreflexiu.
El poema de Robert Browning Desenvolupament parla de la introducció a la seva infància de la qüestió de la Ilíada i el seu delit per l'èpica, així com els debats contemporanis sobre la seva autoria.